# Amalgama dental

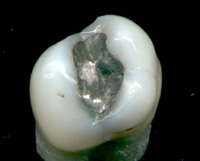
Amalgama dental

L'amalgama dental és un material de restauració utilitzat en odontologia, que resulta de l'aliatge del mercuri amb altres metalls, com plata, estany, coure, or o zinc.
L'aliatge més utilitzat en odontologia és amb la base de mercuri, plata, estany, coure i zinc. Posseeix un color platejat, el qual és poc estètic per als pacients, ja que no té propietats òptiques compatibles amb l'estructura dental. L'amalgama té el major desenvolupament pel que fa a seguretat i relació cost-benefici, a diferència dels nous materials restauradors com les resines compostes, les quals són més costoses.
El procés mitjançant el qual s'uneixen els metalls sòlids amb el mercuri es denomina amalgamació, però abans de realitzar aquest procés és necessari conformar les aliatges per amalgama dental.

## Funció
En odontologia, es parla més concretament d'amalgama de plata, per referir-se a l'aliatge utilitzat per obturar les cavitats que apareixen a conseqüència de les càries i així restablir la funció masticatòria i tornar estabilitat mitjançant la reposició amb aquest material dels teixits perduts. L'amalgama es posarà en alguna de les cavitats de Black segons el tipus de lesió que calgui obturar. Aquestes són sempre retentives, ja que l'amalgama no s'adhereix al teixit dentari.

## Perills de l'amalgama dental
El mercuri és un metall pesant altament tòxic. La intoxicació per mercuri i per altres metalls pesants pot ocasionar patologies o agreujar altres. Tan sols un gram de mercuri conduiria a la mort per injecció directa. Suportem aquesta gran quantitat de mercuri perquè en primer lloc existeix en la seva forma metàl·lica, que relativament és poc tòxica i en segon lloc perquè es dissol i és absorbit pel cos lentament. A només 20 graus Celsius s'evapora el mercuri i en aquesta forma de vapor és altament tòxic. En existir a la boca de vegades temperatures entre 40 i 60 graus, contínuament s'allibera vapor de mercuri i és absorbit pel cos. Aquest alliberament de mercuri augmenta per mastegar fortament, pastes dentífriques amb fluor, menjars i begudes calentes o àcides, fumar i mastegar xiclets.

## Nota
1. ↑  «Amalgama dental». Cercaterm.  TERMCAT, Centre de Terminologia.
2. ↑  Graham J. Mount. Conservación y restauración de la estructura dental.  Elsevier España, 1 July 1999, p. 108–. ISBN 9788481743906.